# Biriútxek
Biriútxek (en rus: Бирючек) és un poble de l'óblast d'Astracan, a Rússia, segons el cens del 2010 tenia 552 habitants.